# Hermotime de Colophon
Ne doit pas être confondu avec Hermotime de Clazomènes.
Hermotime de Colophon (en latin Hermotimus, en grec ancien Ἑρμότιμος), né vers 325 av. J.-C., est un géomètre de l'antiquité grecque.

## Biographie
Mentionné par Proclus, né à Colophon, il est connu comme le précurseur immédiat d'Euclide et développa plusieurs propositions de géométrie,.